# Église Saint-Léonard de Videlles
L'église Saint-Léonard de Videlles est une église paroissiale catholique, dédiée à saint Léonard, située dans la commune française de Videlles, dans le département de l'Essonne en région Île-de-France.

## Historique
L'église est bâtie au XIIe siècle.
L'édifice est agrandi au XVe siècle et XVIe siècle lors de restaurations suivant les dévastations subies lors de la Guerre de Cent Ans.
Depuis un arrêté du 15 novembre 1926, l'église est inscrite au titre des monuments historiques.

## Description
Le clocher du XIIe siècle possède quatre pignons.
L'église conserve une cloche du milieu du XVIIe siècle, nommée Léonarde et en service jusqu'en 1989 et une litre funéraire seigneuriale du milieu du XVIIIe siècle, ainsi qu'un vitrail du XIXe siècle représentant saint Vincent.

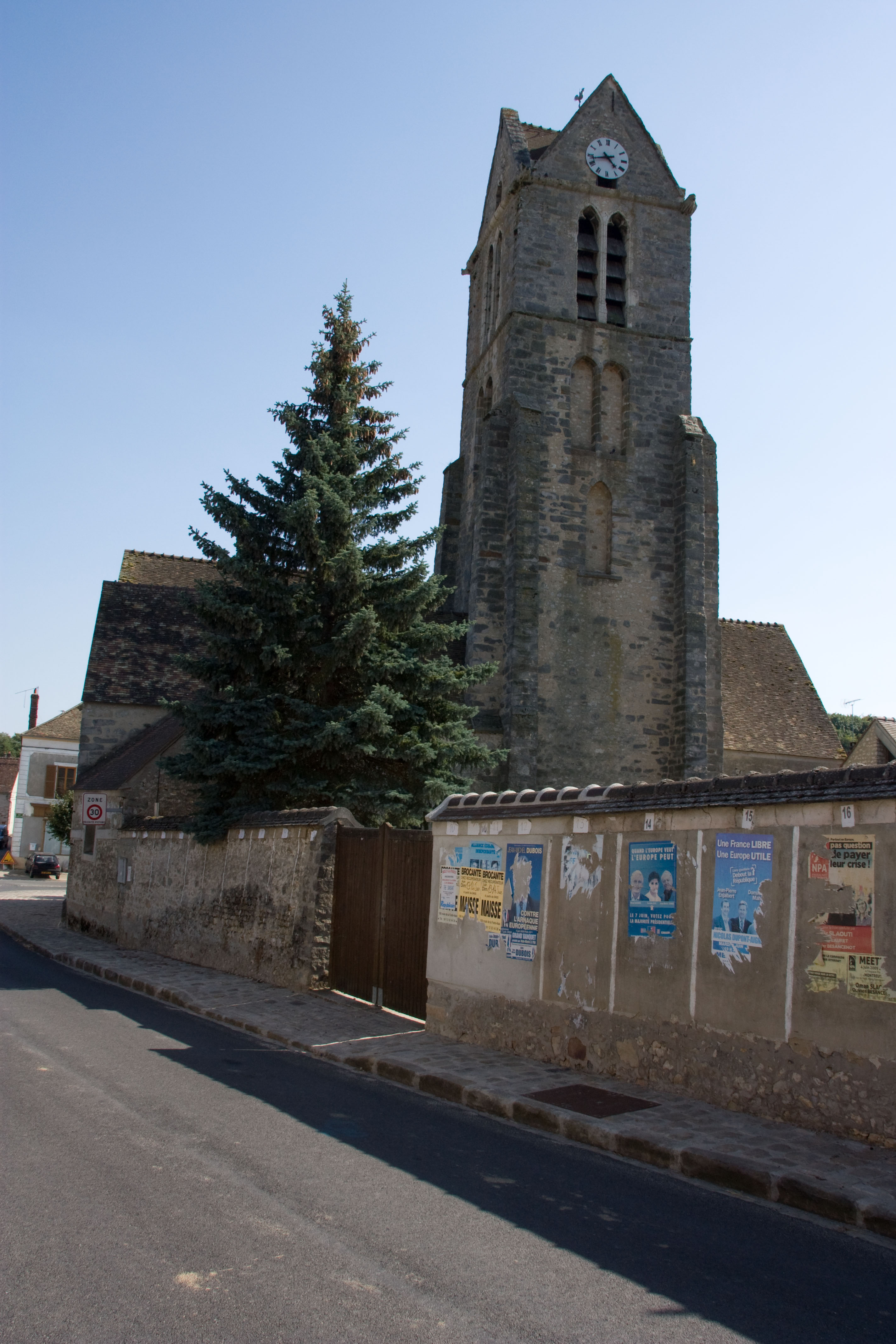
Vue extérieure de l'édifice
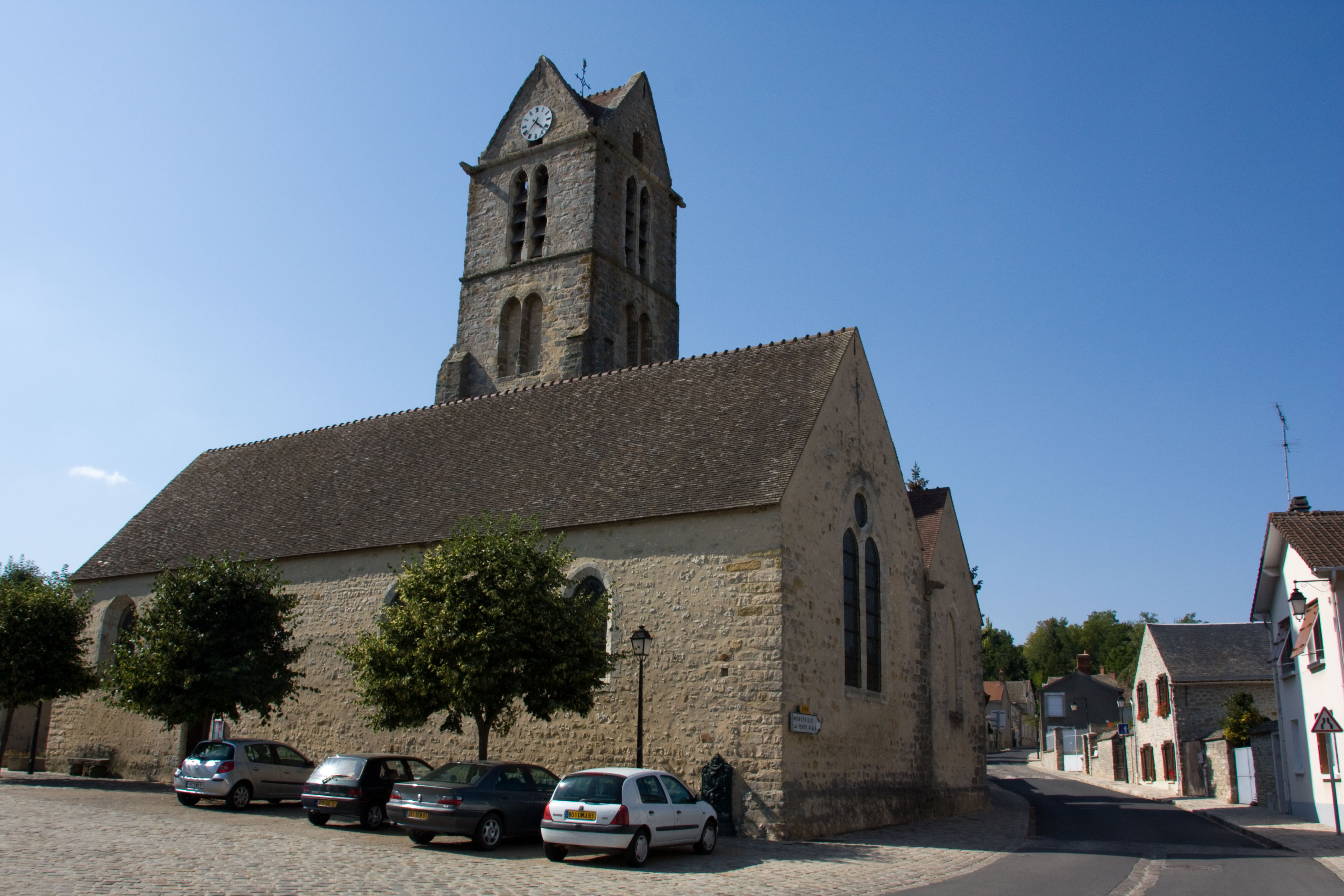
Autre vue extérieure de l'édifice

## Pour approfondir